# NDムラ05
ノゴメトノ・ドルシュトヴォ・ムラ05（スロベニア語: Nogometno Društvo Mura 05）は、スロベニアの最北東端に位置するプレクムリェ地方にあるムルスカ・ソボタを本拠地としていたサッカークラブである。2005年6月16日に創設された。3,782人収容のファザネリア・シティ・スタジアムをホームスタジアムとしていた。2012-13シーズンのスロベニア・プルヴァリーガ終了後の2013年夏、破産宣告され、解散した。

## 歴史
2005年6月16日に創設。NKムラ（長年にわたってスロベニア・プルヴァリーガで戦っていたが、2004年に破産し解散）の解散後に結成された。しかし、スロベニアサッカー協会と1.SNL協会によってNKムラの後継クラブと認められず、別々のクラブとして扱われている。
2010-11シーズンのスロベニア・セカンドリーグで4位に終わったが、1位のアルミニイ、2位のインテルブロック、3位のドラヴィニャが財政上の理由でスロベニア・プルヴァリーガへの昇格を拒否したため、繰り上げで昇格が決まった。2011-12シーズンのスロベニア・プルヴァリーガは3位で終え、UEFAヨーロッパリーグ出場権を獲得したが、2012-13シーズンのスロベニア・プルヴァリーガ終了後、財政難を理由に解散を表明した。2013-14シーズンからは、NŠムラという名称の新クラブとなった。

## スタジアム
1983年に建設されたファザネリア・シティ・スタジアム（スロベニア語: Mestni stadion Fazanerija）をホームスタジアムとしていた。収容人数は3,782人、立ち見を含めると5,500人。
かつては、サッカースロベニア代表が親善試合の会場として2度使用したが、現在はU-17サッカースロベニア代表、U-19サッカースロベニア代表チームがホームスタジアムの一つとして使用している。

## タイトル

### 国内タイトル
- スロベニア・サードリーグ：1回
  - 2005-06

### 国際タイトル
なし

## 欧州での成績
| 年度    | 大会                 | ラウンド       | 相手               | ホーム | アウェー | 合計    |
| ------- | -------------------- | -------------- | ------------------ | ------ | -------- | ------- |
| 2012-13 | UEFAヨーロッパリーグ | 予選1回戦      | バクー             | 2-0    | 0-0      | 2-0     |
| 2012-13 | UEFAヨーロッパリーグ | 予選2回戦      | CSKAソフィア       | 0-0    | 1-1      | 1-1 (a) |
| 2012-13 | UEFAヨーロッパリーグ | 予選3回戦      | アルセナル・キエフ | 0-2    | 3-01     | 3-2     |
| 2012-13 | UEFAヨーロッパリーグ | 予選プレーオフ | ラツィオ           | 0-2    | 1-3      | 1-5     |

注
UEFAはアルセナル・キエフが第1戦で出場停止のエリク・マトゥクを出場させたため没収試合とし、ムラ05の3-0の勝利とした。なお没収試合となる前は0-3で終了した。

## 歴代監督
- エディン・オスマノヴィッチ (2007-2008)
- プリモズ・グリハ (2009-2010)
- ロベルト・ペヴニク (2011)
- アンテ・シムンザ (2011-2012)
- フランツ・ツィフェル (暫定) (2012)
- オリヴェル・ボガティノヴ (2012-2013)
- アンテ・シムンザ (2013)